# Brancaleone ármádiája
A Brancaleone ármádiája (L’armata Brancaleone / La Armada Brancaleone) 1966-ban bemutatott színes, olasz–francia–spanyol filmvígjáték. Ez Mario Monicelli egyik legismertebb és legsikeresebb filmje. A forgatókönyvet a rendező két állandó munkatársa, Agenore Incrocci és Furio Scarpelli írta a rendező társaságában. Az alapötlet Age és Scarpelli egy korábban írt rövid jelenetéből származik, amelyben középkori parasztemberek beszélgetnek a nőkről. Az alkotók lényegében a középkori lovagregényeket parodizálják, melyhez egyik eszközük a nyelvhasználat, az olasz nyelv különféle dialektusainak keverése a latinnal. A Carlo Rustichelli által komponált visszatérő zenei motívum egy harsány induló, amelynek vidámsága mulatságos ellenpontját jelenti a botcsinálta hősök képtelen kalandjainak. Monicelli olyan filmet akart készíteni, amely eltér a hasonló témájú hollywoodi alkotások sztereotípiáitól.  A Brancaleone ármádiája nagy sikert aratott, tulajdonképpen a Monty Python nevével fémjelzett Gyalog galopp (1974) előfutárának tekinthető. A L’armata Brancaleone kifejezés azóta beépült az olasz nyelv szókészletébe: az ügyetlenül összeválogatott, szedett-vedett alkalmi társulások megnevezésére használják. A filmnek folytatása is készült Brancaleone a keresztes háborúba megy (1970) címmel.

## A cselekmény
|  | Alább a cselekmény részletei következnek! |

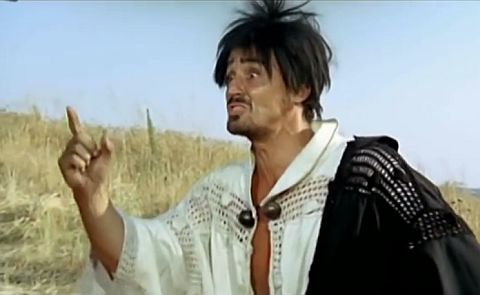
Brancaleone, a bátor lovag (Vittorio Gassman)

Zsiványok támadnak meg egy várat. Fosztogatnak, rabolnak, gyilkolnak és nőket erőszakolnak meg. A haramiák elől egy férfi és egy suhanc a trágyás hordóban rejtőznek el. A pusztításnak egy lovag megjelenése vet véget. A bátor férfi egymaga száll szembe a támadókkal, akik hiába próbálnak végezni vele. A nyílvesszők sem tesznek kárt benne, mivel páncélinget visel. A zsiványok azt hiszik, magával az Ördöggel állnak szemben, és menekülőre fogják. Miután elmúlik a veszély, egy magát addig halottnak tettető férfi hátulról rátámad a lovagra, és leüti, hogy kirabolja. Őt viszont a hordóba rejtőzött suhanc kábítja el egy parittya segítségével, hogy ő és társa fosszák ki a lovagot. Az alélt férfi hamar magához tér, ám még nagyobb probléma, hogy a lovag is éledezik. A férfiak tehát gyorsan megszabadítják a lovagot harci öltözékétől és fegyvereitől, testét pedig a vízbe lökik. A zsákmánnyal Habakukhoz sietnek. A vén kereskedő rablóknak nézi a közeledő férfiakat, és gyorsan elrejtőzik a ládájában. Csak akkor bújik elő, amikor azzal fenyegetik, hogy felgyújtják vagy vízbe dobják a ládát. Habakuk kevés pénzt ajánl a rabolt holmiért, mivel azt állítja, hogy ő maga is olcsón árusít. A zsákmány között a kereskedő talál egy császár által írt okmányt, amely tulajdonosának adományozza Aurocastro javait, cserébe a vár védelméért. Mihez kezdjenek az értékes papírossal? Át kell adni egy szegény lovagnak, és részesedést kérni mindenből, amit ő megszerez. Habakuk ismer is egy szóba jöhető lovagot, Brancaleonét. A férfit viszont nem igazán érdekli az ajánlat, mivel lovagi tornára készül, ahol a fegyvernagykapitányi cím mellé elnyerheti Lucretia kezét is. A viadalon Griffonéval kerül szembe. Azaz csak kerülne, mert Brancaleone sárga színű lova, Aquilante lovasával együtt megfutamodik a közeledő ellenfél elől. Griffone utoléri a „paripát”, és letaszítja róla Brancaleonét. A pórul járt lovag most már érdeklődni kezd Habakukék ajánlata iránt. Nagylelkűen elfogadja a felkérést, és hűséget kér a három embertől.
Útban Aurocastro felé találkoznak egy másik lovaggal, aki nem hajlandó kitérni az útjukból. Teofilatto dei Leonzi párbajra hívja Brancaleonét. Látszólag kemény összecsapásuk valójában arról árulkodik, hogy mindketten inkább száj-, semmint párbajhősök. Teofilatto végül azt ajánlja ellenfelének és ármádiájának, hogy tegyenek úgy, mintha foglyul ejtették volna őt, és kérjenek érte váltságdíjat. Gazdag apja majd fizet, a pénzen megosztoznak, utána mindenki megy a maga dolgára. Brancaleone elutasítja a javaslatot, és embereivel folytatja útját. Teofilatto csatlakozik hozzájuk, már csak azért is, mert időközben az ő lova megszökött. A csapat egy várhoz érkezik, amely kihaltnak tűnik. Úgy döntenek, hogy ott éjszakáznak. Brancaleone megengedi az embereinek, hogy hódítókhoz illő módon zsákmány után kutassanak az üres házakban. Miközben az ármádia hozzálát a fosztogatáshoz, Brancaleone énekhangot hall. Elindul a hang irányába. Egy szépséges hölgyet lát az egyik ház ablakában. A vonzó teremtésnek csak egyetlen kérése van: az ismeretlen lovag szeresse őt. Brancaleone azonnal karjaiba kapja a hölgyet, hogy az ágyba vigye, ám a szépség ott nem akar szerelmeskedni. Ugyanis az ágyban halt meg tegnap a férje. Pestisben. E szó hallatán a gáláns lovag azonnal eldobja a hölgyet, és hanyatt-homlok menekülni kezd. Fellármázza az embereit, akik végül semmit nem visznek magukkal, hátha a zsákmány is fertőzött. Miután elég messze kerülnek a rettenetes helytől, Brancaleone megkérdezi Teofilattót, hogy miért nem jött be velük a várba. Szerinte azért, mert tudott a pestisről, de hagyta, hogy ők megfertőződjenek. Mindnyájan nekiesnek Teofillatónak, a földre teperik, csókolgatják, hogy átadják neki a halálos kórt.

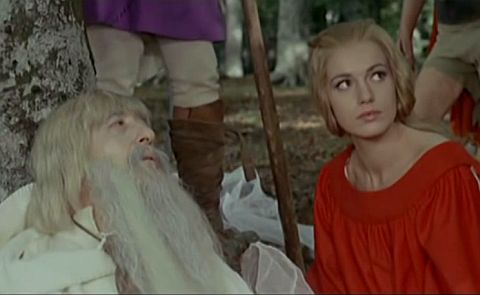
Matilda a haldokló apjával (jobbra: Catherine Spaak)

Zarándokok közelednek, akik a Szentföldre igyekeznek, hogy felszabadítsák Krisztus sírját. Brancaleone figyelmezteti őket, hogy a pestis fészkének számító vár felé tartanak. A zarándokok vezetője azonban nem aggódik a hír hallatán. Szerinte ők mindnyájan megtisztultak már, és Brancaleonéék is megszabadulhatnak a betegségtől, ha velük tartanak. Némi vita után az ármádia csatlakozik a kántáló zarándokokhoz. Egy függőhídhoz érnek, melyen a biztonság érdekében egyesével kelnek át. Egyikőjük, a testes Pecoro alatt azonban leszakad a híd. Mindenki szörnyülködik. A csapat vezetője szerint mindez azért történhetett meg, mert hitetlen ember van közöttük. A nagyobb baj elkerülése érdekében Brancaleone és társai azt állítják, hogy Habakuk a hitetlen. Gyorsan le is viszik az öreget a folyóhoz, hogy megkereszteljék. Egy újabb hídhoz érkezve a csapat megtorpan. Az iménti tragédia miatt senki nem mer elsőként átkelni. A vezér indul előre. Igyekszik megnyugtatni mindenkit, hogy semmi veszély nem fenyegeti őket, hiszen immár valamennyien megtisztultak. Ráadásul a híd is stabil építmény. Ennek bizonyítására ugrálni kezd rajta. A faépítmény leszakad alatta. A vezető nélkül maradt csoport tagjai szétszélednek. Az ármádia folytatja útját Aurocastro felé. Az erdőben zsiványokkal találkoznak, akik egy szépséges hölgyre támadtak. Brancaleone azonnal a gyenge nő védelmére kel. Matilda megköszöni, hogy a lovag megmentette az életét. A szépség idős apja azonban a végét járja. Azt kéri a lovagtól, hogy vigye el Matildát a vőlegényéhez, Guccione úrhoz. Szolgálataiért busás jutalomban fog részesülni. Brancaleone természetesen megesküszik arra, hogy teljesíti a kérést. A dörzsölt Habakuk inkább azonnali jutalmat szeretne. A haldokló férfi hosszú szakálla alatt egy erszényben 100 arany van. Alighogy az ősz apa kileheli a lelkét, Habakuk máris magához veszi az erszényt.

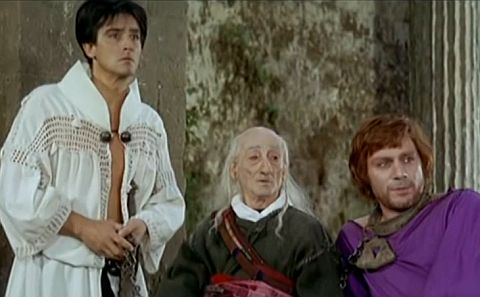
Brancaleone, Habakuk és Teofilatto (Vittorio Gassman, Carlo Pisacane és Gian Maria Volonté)

Amikor a fárasztó úton kis pihenőt tartanak, Matilda bevallja Brancaleonénak, hogy egyáltalán nem szeretne Guccione úr felesége lenni, szívesebben tartana az ármádiával. Felajánlja bájait és szerelmét a lovagnak, Brancaleonét azonban köti lovagi esküje. A visszautasított Matilda ott akarja hagyni a kompániát, de nem jut messzire. Este, amikor már mindenki elaludt, Matilda Teofilattóval kezd beszélgetni. Neki is kiönti a szívét, hogy nem akar a vőlegényéhez menni, nem akarja neki adni az ártatlanságát. Brancaleone megesküdött, hogy érintetlenül adja át őt Guccionénak, Teofilatto azonban nem tett ilyen esküt. Másnap megérkeznek Guccione úr várába. A hálás vőlegény természetesen az egész ármádiát meghívja az esküvőre. Teofilatto szeretne minél előbb odébb állni, főleg amikor az ifjú férj újdonsült asszonykájával megindul a hálószoba felé. Brancaleonénak azonban nem sietős az indulás, mert csak Matildával szemben fogadott önmegtartóztatást, most viszont komoly kilátása nyílik arra, hogy egy kikapós menyecskével enyelegjen. A pásztoróra lehetősége azonban hamar elillan, mert megjelenik a haragos férj, aki felfedezte, hogy felesége már elveszítette az ártatlanságát. Tudni akarja, ki követte el ezt a gyalázatot. Matilda Brancaleonéra mutat. A megcsúfolt férj azonnal megparancsolja a derék lovag elfogását. Brancaleone megpróbál ellenállni, de a túlerővel szemben kénytelen feladni az ellenállást. Guccione egy hatalmas vaskalitkába zárja addig, amíg ki nem végzik. Az ármádia többi tagját kikergetik a várból, Habakuktól még a 100 aranyat is elveszik.
A kompánia persze nem hagyja veszni a vezért. A négy férfi visszaoson, hogy kiszabadítsa. A vaskalitkát azonban nem tudják kinyitni, ezért Brancaleone azzal együtt kénytelen kereket oldani. Az utolsó pillanatban sikerül találniuk egy kovácsot. A derék mesterember ugyanis éppen öngyilkos akar lenni, a hídról a vízbe akar ugrani, mert a felesége elhagyta. A kovács segítségével sikerül kiszabadítania Brancaleonét a kalitkából. A lovag bevallja, hogy beleszeretett Matildába, és nem érti, a szép hölgy miért őt vádolta meg. De csak kerüljön a kezébe az igazi csábító! Az ármádia végre megérkezik Teofilatto atyjának várába. A népes rokonság Teofilatto szerint egyáltalán nem a legnemesebb erényeket képviseli. Lefátyolozott nagynénje Brancaleone iránt mutat érdeklődést. Egy nagy tálból forralt borral kínálja, ám a fortyogó italba „véletlenül” beleejti a karkötőjét. Brancaleone kihalássza az ékszert. A hölgy megdicséri bátorságáért, és megígéri, hogy meggyógyítja. Rögvest magával invitálja a hálószobába. A lovagnak igazán nincs ellenére, hogy magáévá tegye a hálás szépséget. Vetkőzés közben azonban a hölgy egy korbáccsal támad rá. Brancaleone védekezésül egy másik korbáccsal vág vissza. A hölgynek pontosan erre van szüksége, hogy alkalmi kedvesével kölcsönösen ütlegeljék egymást. Habakuk ezalatt az üzleti ügyeket intézi. Csekély 3000 ezer aranyat kér Teofilattóért cserébe, az atya azonban megtagadja a kérést. Sem 2000, sem 1000 aranyat, sőt egy fillért sem hajlandó fizetni törvénytelen fattyáért, aki eddig csak szégyent hozott rá. Elzavarja az egész ármádiát Teofilattóval egyetemben, mert különben valamennyiüket lenyilaztatja az embereivel.
Az úti cél ismét Aurocastro. A kompániához csatlakozik a halottnak hitt Pecoro is, akit egy medvebarlangnál találnak meg. A férfi azt állítja, hogy idáig egy medve gondoskodott róla. Most viszont háládatlan módon megszökik az állat elől. Habakuk ereje fogytán van, a többiek hevenyészett hordágyon vonszolják maguk után. Teofilatto szerint az öregnek nincs semmi baja, csak nincs kedve gyalogolni. Brancaleone fennkölt stílusban beszél az öregembernek a túlvilágról, és Habakuk rövidesen meghal. Az ármádia megérkezik Aurocastro várához. Az emberek kitörő örömmel fogadják őket. Rögtön körbevezetik őket a várban. A lehető legjobbkor érkeztek, mert a tengeren már feltűntek a szaracén kalózok, hogy megtámadják Aurocastrót. A várlakók sok szerencsét kívánnak a harcosoknak, majd pillanatokon belül elmenekülnek.

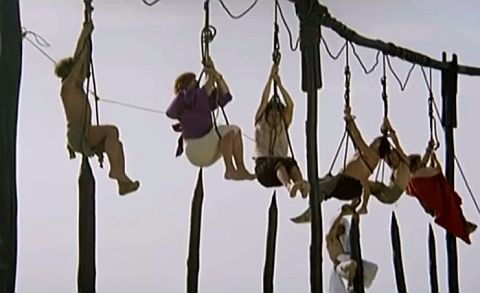
A szaracénok fogságában

 Brancaleone hős lovaghoz méltón úgy határoz, hogy felveszik a küzdelmet a támadókkal, akik már faltörő kossal döngetik a kaput. A lovagnak már a terve is megvan. Felnyittatja a várkapunál található pince ajtaját. Nem kell mást tenni, mint egy adott pillanatban váratlanul kitárni a kaput. A kalózok ekkor majd bezúdulnak a várba, és a nagy lendület miatt beleesnek a pincegödörbe. A tervben Brancaleone lovának is szerepe van. Az elképzelés kivitelezésébe apró hiba csúszik. Az egyik katona a parittyával véletlenül Brancaleonét találja el, aki a magasból egyenesen a pincegödörbe zuhan. Emberei rögtön utánamásznak, hogy kihozzák onnan. A mit sem sejtő kapus viszont kitárja a kaput, mire a pinceajtó fedele lezárul. A szaracén kalózok így minden ellenállás nélkül foglyul ejtik a várvédőket.
Kegyetlen halált szánnak nekik, karóba akarják húzni valamennyiüket. Az utolsó pillanatban azonban keresztes lovagok érkeznek, akik leszámolnak a kalózokkal, és kiszabadítják a foglyokat szorult helyzetükből. Brancaleone természetesen köszönetet mond megmentésükért a keresztesek vezérének, aki sisakot visel. A hálás szavakra nem érkezik válasz. Egyikőjük felemeli a lovag sisakjának rostélyát. Kellemetlen ismerőssel hozta össze őket a Sors: azzal a lovaggal, akit a történet kezdetén kiraboltak. Rövidesen mindnyájan ismét foglyok: a karókhoz kikötve várják halálukat. Életük utolsó perceiben mindenki megbocsát mindenkinek. Teofilatto is bevallja, hogy ő vette el Mathilda szüzességét. Brancaleone éktelen haragra gerjed, de a karóhoz kötözve nem sokat tehet. A szerencse azonban ismét hőseink segítségére siet. Újra feltűnnek a Szentföldre tartó zarándokok. Vezetőjük szót emel az ármádia érdekében. Brancaleone és csapata velük indulnak az újabb kalandra…

## Magyar kritikai visszhang
„Néhány sztár is játszik a filmben. Folco Lulli, Catherine Spaak és Vittorio Gassman, aki a nagyszájú, hangoskodó zsoldoskatonát alakítja, azt, akiből egy talált pátens segítségével Brancaleone kapitányt fabrikálnak. Gassman majdnem felismerhetetlenül búvik el a játszandó figura mögé. Olyan, mint a commedia dell’arte Crocodrillója vagy Capitanója: vérszomjas, tökkelütött, hazug és hamis, nagyhangú és gyáva. Fényes, fekete haja gubancos csomókban ágaskodik a feje búbján, eszeveszett haragra gerjed minduntalan, és valóban el is veszti az eszét. Egy mezei párbaja során, amint pallossal csapkodik vakon, vértől elködösült tekintettel, már nem is látja ellenfelét, csak a hősi pózra figyel: már nem ütni akar, csak úgy csinálni, mintha verekedne… egyetlen ütést sem mérnek egymásra az ellenfelek, de lassan elmetszik a sátor zsinegeit, az árnyékot adó fákat kivágják szörnyű és értelmetlen haragjukban, és amint csapkodnak eszeveszetten maguk körül egy búzatáblában: lassan learatják az egész gabonát. Erőteljes bohózati képsor ez, és plasztikusan fejezi ki az alapgondolatot: a háború értelmetlen pusztításait.”

(Molnár Gál Péter: Monicelli kis háborúja. In: Filmvilág 1967/1, 1967. január 1., 23–26. oldal)

## Főszereplők
- Vittorio Gassman (Brancaleone da Norcia)
- Catherine Spaak (Matilda)
- Folco Lulli (Pecoro)
- Gian Maria Volonté (Teofilatto dei Leonzi)
- Maria Grazia Buccella (az özvegy)
- Barbara Steele (Teodora)
- Enrico Maria Salerno (Zenone)
- Carlo Pisacane (Habakuk)
- Ugo Fangareggi (Mangold)
- Gianluigi Crescenzi (Taccone)
- Pippo Starnazza (Piccioni)
- Luigi Sangiorgi (Manuc)
- Fulvia Franco (Luisa)
- Tito García (Filuccio) (Pablo Tito García néven szerepel a stáblistán)
- Joaquín Díaz (Guccione)
- Luis Induni (Luigi di Sangi)
- Carlos Ronda (Enrico di Andrea)
- Juan C. Carlos (Aldo di Scaraffone)
- Alfio Caltabiano (Arnolfo Mano-di-ferro)
- Philippa de la Barre de Nanteuil (Isadora)

## Díjak és jelölések
Cannes-i filmfesztivál
- 1966 Arany Pálma-jelölés Mario Monicelli

Ezüst Szalag díj
- 1967 díj Carlo Di Palma (legjobb operatőr – színes film kategória)
- 1967 díj Carlo Rustichelli (legjobb filmzene)
- 1967 díj Piero Gherardi (legjobb jelmez)

## Érdekesség
A film kezdő képsorain haramiák támadnak meg egy falut, gyilkolnak, fosztogatnak és közben magyarul beszélnek. A barbárok nyelveként egy olyan nyelvet választottak (talán), amit senki sem ért.

## Külső hivatkozások
- Brancaleone ármádiája az Internet Movie Database-ben (angolul)
- Brancaleone ármádiája a Box Office Mojón (angolul)
- Olasz nyelvű összefoglaló